# Batalla de Pancorbo
La batalla de Pancorbo es va lliurar el 816 quan l'exèrcit àrab enviat al nord per l'emir al-Hàkam I i dirigit per Abd al-Karim ibn Abd al-Wahid ibn Mugit va intentar creuar el pas de Pancorbo.

## Antecedents
L'Emirat de Qúrtuba estava en ple conflicte doncs Al-Hàkam I estava lluitant contra les pretensions dels seus oncles Sulaymán i Abd-Al·lah ibn Abd-ar-Rahman, que es van rebel·lar a la mort d'Hixam I.
La convulsió a l'emirat fou aprofitada pels francs. El 798 Guillem de Tolosa, que coordinava les operacions per conquerir al-Tagr al-Ala en nom de Lluís el Pietós, convocà la Dieta de Tolosa a la qual assistiren ambaixadors d'Alfons II d'Astúries i Bahlul Ibn Marzuq per coordinar en nom de Lluís el Pietós les operacions per conquerir Ath-Thaghr al-Aqsà. Aquesta revolta fou aprofitada pel Regne d'Astúries per atacar Lisboa, per Carlemany per conquerir Barcelona i per independitzar Pamplona sota l'òrbita franca.
Els àrabs, comandats per Muawiya ibn al-Hàkam, fill de l'emir Al-Hàkam I van atacar Àlaba i Castella el 801 travessant l'Ebre i creuant el pas de las Conchas, però foren sorpresos pel vascó profranc Balaixk al-Jalaixqí (Velasc el Gascó), que comandava les seves forces, les de Ximeno, els pamplonesos i possiblement un contingent enviat per Sanç I Llop, a Arganzón on van preparar una emboscada. Fou tal l'abast de la derrota que Muawiya ibn al-Hàkam es va veure obligat a tornar a Qúrtuba havent mort els seus millors oficials, i possiblement a molts dels seus homes.
El 803, tropes vascones i dels Banu Qassi van atacar i prendre Tutila, capturant Yusuf ibn Amrús, però la ciutat i el valí foren alliberats per Amrús ibn Yússuf. El 812 Ximenis Llop, germà gran i successor de Sanç I Llop es va revoltar i Lluís I va dirigir una expedició que va arribar a terres del sud i va instal·lar Balaixk al-Jalaixqí (Velasc el Gascó) com a valí de Pamplona.

## Batalla
Abd al-Karim ibn Abd al-Wahid ibn Mugit va dirigir la ràtzia del 816 contra el regne de Pamplona, en la que els musulmans van arrasar el congost del riu Oroncillo (en àrab, Arūn), però Balaixk al-Jalaixqí, senyor de Pamplona, que havia demant ajut al Regne d'Astúries
La batalla va durar tretze dies de combat sense treva, en el que els vascons van plantejar la defensa als guals dels rius abruptes i barrancs, obstruint els accessos amb fustes i trinxeres i fossats cavats amb les seves armes, que els musulmans no van poder travessar i finalment els cristians van prendre l'ofensiva. Van intentar passar el riu però els musulmans primer els van barrar el pas, i van carregar i van caure sobre ells amb espases i llances. La major part de les víctimes va morir en caure per penyasegats.
Amb les pluges els cristians van quedar sense abric perquè es van destruir totes les seves obres de defensa, i com els musulmans es van trobar també en una situació difícil ambdós bàndols es van batre en retirada.

## Conseqüències
La derrota vascona va provocar una revolta dels vascons contra l'hegemonia franca que va establir Ènnec I de Pamplona.